# Pocahontas (film fra 1995)
| Portal | Portal:Disney |

 For alternative betydninger, se Pocahontas (flertydig). (Se også artikler, som begynder med Pocahontas)
Pocahontas er en amerikansk historisk drama-animationsfilm fra 1995, som er produceret af Walt Disney Feature Animation og udgivet af Walt Disney Pictures. Det er studiets 33. animerede tegnefilm og den 6. i rækken af animationsfilm, der er produceret og udgivet under Disneys renæssance. Filmen er baseret på indianerkvinden og høvdingedatteren Pocahontas og hendes møde med den britiske soldat John Smith og Jamestown-kolonisterne fra Virginia-kompagniet. Filmen er instrueret af Mike Gabriel og Eric Goldberg, og det originale voice-cast inkluderer Irene Bedard, Mel Gibson, David Ogden Stiers og Christian Bale og det danske voice-cast inkluderer Susanne Elmark, Kristian Boland, Guido Paevatalu, Baard Owe, Peter Mygind og Ghita Nørby. Filmens soundtrack blev skrevet af Alan Menken, som skrev filmens sange i samarbejde med Stephen Schwartz.
Pocahontas modtog blandede anmeldelser, som roste animationen, musikken, karaktererne og sangene, men blev kritiseret for dens historie, ligesom at filmens historiske unøjagtigheder og racistiske undertoner blev negativt modtaget. Filmen blev lavpunktet under Disneys renæssance, da filmen kun indtjente 2,1 mia. kr., hvilket var blandt de laveste indtjeninger i perioden. Filmen modtog to Oscars for bedste musik og for bedste sang for sangen "Colors of the Wind".
Filmen blev efterfulgt af Pocahontas 2: Rejsen til England i 1998.

## Handling
I 1607 stævner skibet Susan Constant, med en besætning bestående af britiske soldater fra Virginia-kompagniet ombord, ud fra London med kurs mod Den Nye Verden. Undervejs havner skibet i en storm, og kaptajn John Smith må springe overbord for at redde den unge soldat Thomas fra at drukne. Som de nærmer sig den nye verden, taler besætningen, inklusiv John Smith om eventyrene og guldet, der venter, hvordan de vil bekæmpe "de vilde" og hvordan de ser frem til kolonisere området.
I mellemtiden i Powhatan-stammen i Tsenacommacah, Virginia, vender høvding Powhatan hjem fra et slag sammen med sine krigere, hvor han genforenes med sin datter, Pocahontas. Høvdingen giver Pocahontas en halskæde, som har tilhørt hendes mor, og han fortæller samtidig at han ønsker at se Pocahontas gift med stammens modigste kriger, Kocoum. Pocahontas har dog intet ønske om at gifte sig med Kocoum, og hun tager med sine venner, vaskebjørnen Meeko og kolibrien Flit, hen til Bedstemor Piletræ, en spirituelt-talende piletræ, hvor hun her fortæller om sin drøm om en pil, der snurrer og forvirrer hende om hvilken vej hendes sti går. Pocahontas opdager nu englændernes skibe, og hun sniger tættere på for at undersøge, hvem de er.
Den britiske besætnings grådige leder, guvernør Ratcliffe, ønsker at finde guld i den nye verden, så han kan få rigdom og velstand hjemme i England, grundlægger byen Jamestown med det samme besætningen træder i land, og sender straks sine mænd i gang med at grave efter guld. John tager ud og ser sig omkring i det nye land, hvor han snart møder Pocahontas.
I mellemtiden har krigere fra stammen opdaget de nyankommende, og efter en skud/pile-udveksling, såres en af stammens krigere og de trækker sig tilbage for at advare høvdingen. Stammens folk får forbud mod at nærme sig de nyankommende, men Pocahontas mødes i hemmelighed med John, hvor de fascineres af hinandens kultur og lande, og ender med at forelske sig i hinanden. Pocahontas tager John med til Bedstemor Piletræ, hvor de diskuterer, hvordan de kan skabe fred mellem indianerne og englænderne uden krig.
Ratcliffe har ligeledes forbudt hans besætning fra at opsøge "de vilde" efter at han finder ud af at John har mødtes med Pocahontas, men da han en aften opdager at John sniger sig ud af lejren, sender Ratcliffe den unge Thomas efter ham for at holde øje med ham.
Pocahontas' veninde Nakoma har opdaget Pocahontas' forhold til John, og hun fortæller det til Kocoum, som tager afsted for at finde hende. Kocoum og Thomas finder John og Pocahontas, imens de står og kysser, og Kocoum springer rasende frem for at stoppe dem og dræbe John. Thomas skyder Kocoum og idet han falder om i vandet, hiver han Pocahontas' halskæde fra hendes hals og ødelægger den. John får Thomas til at flygte inden stammefolkene kommer og tager John til fange. Rasende over Kocoums død, erklærer Powhatan krig mod englænderne og beslutter at John skal henrettes med daggry.
Thomas når tilbage til Jamestown-lejren og fortæller dem om Johns tilfangetagen. Ratcliffe ser det som en perfekt mulighed til at bekæmpe indianerne, og få fat på deres guld og han beordrer hans mænd klar til kamp. Powhatan beordrer ligeledes hans folk til at gøre klar til kamp. Pocahontas, der frygter for situationes udfald, opsøger Bedstemor Piletræ, hvor Meeko giver hende Johns kompas. Pocahontas indser nu at den snurrende pil fra hendes drøm er den samme som pilen på Johns kompas og hun ved nu, at det må hendes sti at følge.
Ved daggryet mødes indianerne og englænderne ved en klippe, hvor Powhatan gør klar til at henrette John. Men netop som han skal til at henrette John, springer Pocahontas imellem og stopper ham. Hun får herefter Powhatan overtalt til at stoppe konflikten og skåne Johns liv. Indianerne og englændere sænker begge deres våben, og til trods for Ratcliffes ordrer om at skyde, nægter besætningen at adlyde. Rasende griber Ratcliffe et gevær og skyder mod Powhatan, men John når at springe ind foran kuglen og han bliver såret. Vrede over at have såret deres kammerat, vender englænderne sig nu mod Ratcliffe, og binder ham.
John bliver tilset af indianernes medicinmand, men bliver nødt til at vende tilbage til England for at få den bedste behandling. Ratcliffe sendes ligeledes med tilbage til England for at kunne blive straffet for sine forbrydelser mod besætningen. John spørger Pocahontas om hun vil rejse med til England, men hun vælger at blive tilbage for at hjælpe hendes stamme med at opretholde freden mellem dem og kolonien. John går ombord på skibet med tilladelse fra Powhatan om at han er velkommen tilbage når han kan. Imens skibet stævner ud fra land, løber Pocahontas ud mod en klippe, hvor hun står, mens skibet forsvinder i horisonten.

## Skuespillere
| Rolle             | Engelske skuespillere                         | Danske skuespillere                                             |
| ----------------- | --------------------------------------------- | --------------------------------------------------------------- |
| Pocahontas        | Irene Bedard (tale) Judy Kuhn (sange)         | Susanne Elmark                                                  |
| John Smith        | Mel Gibson                                    | Kristian Boland                                                 |
| Ratcliffe         | David Ogden Stiers                            | Guido Paevatalu                                                 |
| Høvding Powhatan  | Russell Means (tale) Jim Cummings (sange)     | Baard Owe                                                       |
| Wiggins           | David Ogden Stiers                            | Peter Mygind                                                    |
| Bedstemor Piletræ | Linda Hunt                                    | Ghita Nørby                                                     |
| Thomas            | Christian Bale                                | Torben Guldberg                                                 |
| Ben               | Billy Connolly                                | Peter Aude                                                      |
| Lon               | Joe Baker                                     | Esper Hagen                                                     |
| Nakuma            | Michelle St. John                             | Grete Tulinius                                                  |
| Kekata            | Gordon Tootosssis (tale) Jim Cummings (sange) | Hans-Henrik Krause                                              |
| Kokoum            | James Apaumut Fall                            | Jens Jacob Tychsen                                              |
| Vinden            |                                               | Pauline Rehné                                                   |
| Sømænd            |                                               | Peter Zhelder Johan Vinde Larsen Michael Boesen Lars Thiesgaard |